# لیونل کیزریتسکی
لیونل کیزریتسکی (روسی: Лионель Адальберт Багратион Феликс Кизерицкий؛ ۱ ژانویهٔ ۱۸۰۶ – ۱۸ مهٔ ۱۸۵۳) شطرنج‌باز آلمانی‌تبار بالتیک اهل امپراتوری روسیه بود.